# 人民
人民（じんみん、英語: people、ピープル）は、特定の社会や国家を構成する人々のこと。特に支配者に対する被支配者を、社会的地位・階級・財産にかかわりなく人民と称する。
語源はラテン語のpopulusで、本来は政治支配を行う貴族に対立する存在を単に人民と称していたが、フランス革命以降に社会や国家を構成する被支配者を広く人民と称するようになり、更には被支配者が支配者に対して統制を加えることができるという人民主権の考えが確立した。
なお一般には、人民が国家との間に法的な関係をもち、国家の積極的な構成員となるときに「市民」と称している。更にナショナリズムに目覚めた存在になると「国民」と称している。

## 日本における「人民」概念の歴史
「人民」の語は中国から入ってきたが、中国で「人民」の概念が出現するのはかなり古く、文献上は戦国時代の『周礼』や『孟子』に既にみられる。『周礼』には、君主や群臣などの支配者と相対する被支配民としての「人民」の概念が述べられている。『孟子』の「盡心下」篇によると、孟子曰く、「諸侯の宝は3つある。土地・人民・政事である。珠玉（真珠や宝石）を宝とする者は、殃（わざわ）い必ず身に及ぶ。」（孟子曰、「諸侯之宝三。土地・人民・政事。宝珠玉者、殃必及身。」）

### 古代
「人民」の語は、日本語の文献においては、古く8世紀の『古事記』、『日本書紀』の中に現れる。当時は、「おおみたから（大御宝）＝天皇の宝」・「みたから」、「ひとくさ（人草）」という和訓が当てられていた。「おおみたから」の訓をあてる語は、他に「黎元」や「庶民」もあり、「ひとくさ」は語義のまま青人草（あおひとくさ）と書く例がある。同じ意味で使われる言葉には、「衆人」「世人」「百姓」「諸人」「万民」などがある。「人民」は『古事記』に少なく、『日本書紀』と六国史において一般的な語であった。
「人民」は特別な用語ではなく、君主の統治対象という以外の限定を付けない幅広い概念であった。たとえば「庶人」・「庶民」は無位か低い位階の人々を指し、「平民」は奴婢・浮浪人・蝦夷を含めない身分的な概念だが、「人民」にそのような線引きはない。また「人民」は、統治の良否や自然災害・事件の影響で富んだり悩まされたりする文脈で記され、「人民反乱」のような使用例は古代にない。権利や行動の主体にはならず、もっぱら受け身の文脈で用いられた。

### 中世
中世の日本でも、「人民」の語は、被害を受けるにせよ安寧に暮らすにせよ、受動的な文脈で、かつ君主と対置して使われた。「兆民」のような「民」を付けた言葉が他に複数用いられることも同じであった。
中世からは、集団的な要求を掲げて行動する人民が史料に現れる。その場合、平安時代から「土民」という言葉がよく用いられた。土民は、土一揆のような反乱・事件のときだけでなく、地元の権利の主体としても記された。

### 近世
江戸時代には「百姓」の語が「土民」にとってかわり、これが法規の用語ともなり、集団的要求の際の自称ともなった。百姓は身分的概念だが、百姓一揆のような集団要求で用いられるときにどの範囲の人々まで含まれるかは時代と状況で変わっている。
近世にも「人民」は一般的な幅広い意味を変えることなく、他の類義語とともに使われた。儒学者の中には、「人民」の「人」は士君子、「民」は農工商、と士農工商の身分制で語義を解く人もいたが、実際の用例で身分が意識されたわけではないようである。この時代には天皇だけでなく将軍・大名も領主として人民に対置された。
江戸時代中期以降になると、国学・儒学が民間に広まり、様々な身分の出身者が政治や社会のあり方を論じるようになった。その中で、天下・国家が君のためではなく民のためにあるという考えを説く者が現れた。君主の統治を否定して人民に替えようというのではなく、君主による統治のあり方を論じたものである。こうした思想状況の中で、被治者の立場でありながら政治的活動に携わろうとする人もでてきた。彼らは自らの行動を「人民」のものとは考えず、人民の中から出てきた少数の「草莽」と自認した。

### 明治時代
四民平等の政策を実施した明治国家は、憲法制定の前まで、様々な公文書で「人民」という語を多く用いた。官吏と軍人を除く一般人を指す法律・政治用語である。たとえば1872年（明治5年）の学制前文は「一般の人民（華士族農工商及女子）」を義務教育の対象とし、1873年（明治6年）には妻の請求による裁判離婚が「人民自由の権理」として認められた
また「人民」は英語の「people」の翻訳語として広く使用された。とりわけ自由民権運動が、人民の権利と議会開設を求めたことから、「人民」は政治議論の中心概念になったが、こうした概念は、天皇の権威を拠り所にする政府に容れられなかった。政府側が起草して1889年に発布された大日本帝国憲法は、かわりに「臣民」という語を使用し、ただの人ではなく、臣下の人に対して権利を与える形式をとった。こうして法文上の用語から外された「人民」は、権力者に支配される状態は不当だという語感をまとうようになった。1901年に発行され、ベストセラーとなった竹越與三郎の『人民讀本』には、当時のそうした「人民」の含意が反映されている。
英語では日本語の「国民」についてはpeopleとnationの区別がなされるが、「人々」「人民」「民衆」は「people」か同義の単語にのみ対応する。日本の第二次世界大戦敗戦後、GHQ主導で大日本帝国憲法が改正されることになったがGHQの改憲案では、「臣民」に代わり"people""person"が使われ、日本語訳は「人民」「自然人」の語が充てられた。この場合の「人民」は、「日本に住む全ての人」を指した。しかし、日本側の反対に譲歩し、施行された日本国憲法では、国民に変更された。こうした経緯から、日本国憲法に規定された権利や義務は、国民、つまり日本国籍を持つ者だけを対象とし、それ以外（在日外国人や無国籍者）は含まないという主張が生まれた。

## 「人民」と「国民」
「人民」と「国民」は、意味が区別される。国籍と無関係な概念が「人民」、ある国の国籍を持つ者が「国民」である。
エイブラハム・リンカーンが1863年に行った「ゲティスバーグ演説」に民主主義の本質を語ったものとして世界的に知られる「人民の人民による人民のための政治(government of the people, by the people, for the people）」という有名な一節があるように、本来「人民」の語は民主主義の主体を示す用語として用いられた。20世紀前半以降、共産主義運動や共産諸国家では、国際共産主義の立場から「国民」（nation）よりも「人民」（people）を好んで用い、そのため本来の語義を離れて「人民」という言葉に、共産主義のイメージが感じ取られる場合が多くなった。特に毛沢東時代の中国共産党において人民とは、国民から漢奸や反革命分子を除いた階級の人々を指すやや狭い概念であった。そこには黒五類や臭九類などと呼ばれた、反革命階級出身者（成分）への敵視があった。
日本の左翼勢力は、戦前から「人民」の語を用いていたが、おおむね1930年代前半まではさほど頻繁にではなかった。しかし、1930年代、特に後半となると、それぞれ封建主義・ファシズムの含みもある「臣民」・「国民」の概念を脱却するべく「人民」の呼称を積極的に用いた。また、終戦後にそれまで服役していた非合法組織だった日本共産党の指導者たちが釈放されたことで、彼らによって「人民共和政府」「人民大衆」「人民闘争」など左翼的・階級的な「人民」を含む表現の使用が増加した背景があった。しかし1950年のコミンフォルムからの批判に始まる日本共産党の暴力闘争路線が市民多数派に敬遠されるようになると、議会主義路線の左翼政党は極左的な印象を避けるべく人民という言葉の使用を控えるようになった。
上の経緯から現代日本では通常は「人民」という言い方は避けられ、「国民」という言葉が用いられる。日本の政党・政治団体で、少なくとも国会に議席を有するものでは、人民を党名にかぶせたり、政策に人民という語を使うことはほとんど無い（日本人民党、沖縄人民党が議席を獲得した希少な例である。ただし、日本人民党は右翼政党であり、二重の意味で希有と言える）。また、国民新党の英語名称はThe People's New Partyであり、直訳すれば「人民新党」となる。しかし、日本語名称で「人民」は使っていない。